# هان هالر
هان هالر (بالألمانية: Hanne Haller)‏ هي مغنية ومنتجة أسطوانات وكاتبة غنائية ألمانية، ولدت في 14 يناير 1950 في رندسبورغ في ألمانيا، وتوفيت في 15 نوفمبر 2005 في ميونخ في ألمانيا بسبب سرطان الثدي.

## وصلات خارجية
- هان هالر على موقع IMDb (الإنجليزية)
- هان هالر على موقع ميوزك برينز (الإنجليزية)
- هان هالر على موقع ديسكوغز (الإنجليزية)
- هان هالر على موقع ديسكوغز (الإنجليزية)
- هان هالر على موقع ديسكوغز (الإنجليزية)